# Présidence belge du Conseil des Communautés européennes en 1977
La présidence belge du Conseil de l'Union européenne en 1977 désigne la septième présidence du Conseil de l'Union européenne, effectuée par la Belgique depuis la création des Communautés européennes en 1958.
Elle fait suite à la présidence britannique de 1977 et précède la présidence danoise de 1978.

## Déroulement
La présidence belge a notamment créé un  Coutumier des règles, coutumes et pratiques de fonctionnement du Conseil.